# Paul Giamatti
Paul Edward Valentine Giamatti (sinh ngày 6 tháng 6 năm 1967) là một diễn viên và nhà sản xuất người Mỹ. Ông được đề cử giải Oscar cho Nam diễn viên phụ xuất sắc nhất cho bộ phim Cinderella Man và cũng được biết đến với vai diễn trong các bộ phim Thunderpants, Private Parts, Sideways, American Splendor, The Illusionist, Cold Souls, Barney's Version, Big Fat Liar, Love & Mercy, Straight Outta Compton, San Andreas, và Win Win, cũng như loạt phim Downton Abbey và bộ phim truyền hình John Adams. Ông đã giành được hai giải Quả Cầu Vàng, giải Primetime Emmy, và bốn giải thưởng Screen Actors Guild. Ông hiện đang đóng trong bộ phim truyền hình Billions hàng loạt Showtime, đã chiếu cho hai mùa và đã được làm lại cho phần ba.

## Tiểu sử
Giamatti sinh ngày 6 tháng 6 năm 1967 tại New Haven, Connecticut, là con út trong gia đình có ba đứa con. Bố của ông, A. Bartlett Giamatti (Angelo Bartlett Giamatti), là giáo sư đại học Yale, sau này trở thành chủ tịch của trường đại học và là ủy viên của bóng chày Major League. Mẹ của ông, Toni Marilyn Giamatti (nhũ danh Smith), là một người nội trợ và một giáo viên người Anh đã dạy tại trường Hopkins. Gia đình ông nội của ông là những người nhập cư Ý từ Telese Terme; họ được đánh vần là "Giammattei" (phát âm tiếng Ý: [dʒammattɛi]). Phần còn lại của tổ tiên của Giamatti là người Đức, Hà Lan, Anh, Pháp, Ailen, và Scotland. Bà nội của ông có nguồn gốc sâu xa ở New England, có niên đại từ thời thuộc địa. Anh trai của ông, Marcus, cũng là một diễn viên, và em gái của ông, Elena, là một nhà thiết kế đồ trang sức.
Giamatti sống ở khu Brooklyn Heights của Brooklyn, New York và đã kết hôn với Elizabeth Cohen từ năm 1997. Họ có một con trai, Samuel Giamatti, gọi là "Sam" (sinh năm 2001), người được nuôi nấng trong tôn giáo của đạo Do Thái Elizabeth. Ông xem mình là một người theo chủ nghĩa vô thần.

## Sự nghiệp
Giamatti lần đầu tiên được đào tạo tại trường The Foote School và sau đó tốt nghiệp trường đại học Choate Rosemary Hall năm 1985. Ông theo học Đại học Yale. Ông đã tham gia hoạt động trong sân khấu đại học, làm việc cùng với các diễn viên đồng nghiệp và sinh viên trường Yale Ron Livingston và Edward Norton. Ông tốt nghiệp năm 1989 bằng cử nhân tiếng Anh và tiếp tục lấy bằng Thạc sỹ Mỹ thuật tại trường Yale School of Drama, nơi anh học với Earle R. Gister. Ông đã biểu diễn trong nhiều tác phẩm sân khấu, bao gồm Broadway và một giai đoạn 1989 - 1992 với Nhà hát Phụ lục Seattle, trước khi xuất hiện trong một số bộ phim truyền hình nhỏ và những vai diễn điện ảnh vào đầu những năm 1990.

## Phim ảnh
| Năm  | Tiêu đề phim                                       | Vai diễn                  | Đạo diễn                                      | Chú thích |
| ---- | -------------------------------------------------- | ------------------------- | --------------------------------------------- | --- |
| 1991 | Past Midnight                                      | Larry Canipe              | Jan Eliasberg                                 | |
| 1992 | Singles                                            | Kissing Man               | Cameron Crowe                                 | |
| 1995 | Mighty Aphrodite                                   | Extras Guild Researcher   | Woody Allen                                   | |
| 1995 | Sabrina                                            | Scott                     | Sydney Pollack                                | |
| 1996 | Breathing Room                                     | George                    | Jon Sherman                                   | |
| 1996 | Before and After                                   | Member of the Jury        | Barbet Schroeder                              | Không được ghi danh |
| 1997 | Arresting Gena                                     | Detective Wilson          | Hannah Weyer                                  | |
| 1997 | Donnie Brasco                                      | FBI Technician            | Mike Newell                                   | |
| 1997 | Private Parts                                      | Kenny "Pig Vomit" Rushton | Betty Thomas                                  | |
| 1997 | My Best Friend's Wedding                           | Richard the Bellman       | P.J. Hogan                                    | |
| 1997 | Deconstructing Harry                               | Professor Abbot           | Woody Allen                                   | |
| 1997 | A Further Gesture                                  | Hotel Clerk               | Robert Dornhelm                               | |
| 1998 | Chương trình Truman                                | Control Room Director     | Peter Weir                                    | |
| 1998 | Dr. Dolittle                                       | Blaine                    | Betty Thomas                                  | Không được ghi danh |
| 1998 | Saving Private Ryan                                | Sgt. Hill                 | Steven Spielberg                              | |
| 1998 | The Negotiator                                     | Rudy Timmons              | F. Gary Gray                                  | |
| 1998 | Safe Men                                           | Veal Chop                 | John Hamburg                                  | |
| 1999 | Cradle Will Rock                                   | Carlo                     | Tim Robbins                                   | |
| 1999 | Man on the Moon                                    | Bob Zmuda                 | Miloš Forman                                  | |
| 2000 | Big Momma's House                                  | John Maxwell              | Raja Gosnell                                  | Đề cử — Blockbuster Entertainment Award for Favorite Supporting Actor – Comedy |
| 2000 | Duets                                              | Todd Woods                | Bruce Paltrow                                 | |
| 2001 | Storytelling                                       | Toby Oxman                | Todd Solondz                                  | Segment: "Non-Fiction" |
| 2001 | Planet of the Apes                                 | Limbo                     | Tim Burton                                    | |
| 2002 | Big Fat Liar                                       | Marty Wolf                | Shawn Levy                                    | |
| 2002 | Thunderpants                                       | Johnson J. Johnson        | Pete Hewitt                                   | |
| 2003 | American Splendor                                  | Harvey Pekar              | Shari Springer Berman Robert Pulcini          | - National Board of Review Award for Best Breakthrough Performance – Actor - Đề cử — Chicago Film Critics Association Award for Best Actor - Đề cử — Dallas – Fort Worth Film Critics Association Award for Best Actor - Đề cử — Independent Spirit Award for Best Male Lead - Đề cử — Online Film Critics Society Award for Best Actor - Đề cử — Satellite Award for Best Actor in a Motion Picture – Musical or Comedy |
| 2003 | Paycheck                                           | Shorty                    | John Woo                                      | |
| 2003 | Confidence                                         | Gordo                     | James Foley                                   | |
| 2004 | Sideways                                           | Miles Raymond             | Alexander Payne                               | - Boston Society of Film Critics Award for Best Cast - Broadcast Film Critics Association Award for Best Cast - Chicago Film Critics Association Award for Best Actor - Comedy Film Honor for Best Actor - Dallas – Fort Worth Film Critics Association Award for Best Actor - Independent Spirit Award for Best Male Lead - New York Film Critics Circle Award for Best Actor - Online Film Critics Society Award for Best Actor - San Francisco Film Critics Circle Award for Best Actor - Screen Actors Guild Award for Outstanding Performance by a Cast in a Motion Picture - Toronto Film Critics Association Award for Best Actor - Đề cử — Broadcast Film Critics Association Award for Best Actor - Đề cử — Golden Globe Award for Best Actor in a Motion Picture – Musical or Comedy - Đề cử — London Film Critics' Circle Award for Actor of the Year - Đề cử — Satellite Award for Best Actor in a Motion Picture – Musical or Comedy - Đề cử — Screen Actors Guild Award for Outstanding Performance by a Male Actor in a Leading Role |
| 2005 | Robots                                             | Tim the Gate Guard        | Chris Wedge                                   | Lồng tiếng |
| 2005 | The Fan and the Flower                             | Narrator                  | Bill Plympton                                 | Lồng tiếng Phim ngắn |
| 2005 | Cinderella Man                                     | Joe Gould                 | Ron Howard                                    | - Boston Society of Film Critics Award for Best Supporting Actor - Broadcast Film Critics Association Award for Best Supporting Actor - Florida Film Critics Circle Award for Best Supporting Actor - Screen Actors Guild Award for Outstanding Performance by a Male Actor in a Supporting Role - Toronto Film Critics Association Award for Best Supporting Actor - Washington D.C. Area Film Critics Association Award for Best Supporting Actor - Đề cử — Academy Award for Best Supporting Actor - Đề cử — Chicago Film Critics Association Award for Best Supporting Actor - Đề cử — Golden Globe Award for Best Supporting Actor – Motion Picture |
| 2006 | Asterix and the Vikings                            | Asterix                   | Stefan Fjeldmark Jesper Møller                | Lồng tiếng Anh |
| 2006 | The Hawk Is Dying                                  | George Gattling           | Julian Goldberger                             | |
| 2006 | The Illusionist                                    | Chief Inspector Uhl       | Neil Burger                                   | |
| 2006 | Lady in the Water                                  | Cleveland Heep            | M. Night Shyamalan                            | |
| 2006 | The Ant Bully                                      | Stan Beals                | John A. Davis                                 | Lồng tiếng |
| 2007 | The Nanny Diaries                                  | Mr. X                     | Shari Springer Berman Robert Pulcini          | |
| 2007 | Shoot 'Em Up                                       | Karl Hertz                | Michael Davis                                 | |
| 2007 | Too Loud a Solitude                                | Hanta                     | Genevieve Anderson                            | Lồng tiếng |
| 2007 | Fred Claus                                         | Nicholas "Nick" Claus     | David Dobkin                                  | |
| 2008 | Pretty Bird                                        | Rick                      | Paul Schneider                                | |
| 2009 | Duplicity                                          | Richard "Dick" Garsik     | Tony Gilroy                                   | |
| 2009 | Cold Souls                                         | Paul                      | Sophie Barthes                                | - Karlovy Vary International Film Festival Award for Best Actor - Đề cử — Gotham Award for Best Ensemble Cast |
| 2009 | The Haunted World of El Superbeasto                | Dr. Satan/Steve Wachowski | Rob Zombie                                    | Lồng tiếng |
| 2009 | The Last Station                                   | Vladimir Chertkov         | Michael Hoffman                               | |
| 2010 | Barney's Version                                   | Barney Panofsky           | Richard J. Lewis                              | - Golden Globe Award for Best Actor in a Motion Picture – Musical or Comedy - Genie Award for Best Performance by an Actor in a Leading Role |
| 2011 | Win Win                                            | Mike Flaherty             | Tom McCarthy                                  | |
| 2011 | Ironclad                                           | King John                 | Jonathan English                              | |
| 2011 | The Hangover Part II                               | Kingsley/Detective Peters | Todd Phillips                                 | |
| 2011 | The Ides of March                                  | Tom Duffy                 | George Clooney                                | Đề cử — Critics' Choice Movie Award for Best Acting Ensemble |
| 2012 | Rock of Ages                                       | Paul Gill                 | Adam Shankman                                 | |
| 2012 | Cosmopolis                                         | Benno Levin               | David Cronenberg                              | |
| 2012 | John Dies at the End                               | Arnie Blondestone         | Don Coscarelli                                | Đồng thời là nhà sản xuất |
| 2013 | Turbo: Tay đua siêu tốc                            | Chet                      | David Soren                                   | Lồng tiếng Đề cử — Annie Award for Voice Acting in a Feature Production |
| 2013 | The Congress                                       | Dr. Baker                 | Ari Folman                                    | |
| 2013 | Romeo & Juliet                                     | Friar Laurence            | Carlo Carlei                                  | |
| 2013 | Parkland                                           | Abraham Zapruder          | Peter Landesman                               | |
| 2013 | 12 năm nô lệ                                       | Theophilus Freeman        | Steve McQueen                                 | - Black Reel Award for Best Ensemble - Đề cử — Screen Actors Guild Award for Outstanding Performance by a Cast in a Motion Picture - Đề cử — San Diego Film Critics Society Award for Best Performance by an Ensemble - Đề cử — Critics' Choice Movie Award for Best Acting Ensemble - Đề cử — Washington D.C. Area Film Critics Association Award for Best Ensemble |
| 2013 | All Is Bright                                      | Dennis                    | Phil Morrison                                 | |
| 2013 | Saving Mr. Banks                                   | Ralph                     | John Lee Hancock                              | |
| 2014 | Ernest & Celestine                                 | Rat Judge                 | Stéphane Aubier Vincent Patar Benjamin Renner | Lồng tiếng Anh |
| 2014 | River of Fundament                                 | Ptah-Nem-Hotep            | Matthew Barney                                | |
| 2014 | Người Nhện siêu đẳng 2: Sự trỗi dậy của Người Điện | Aleksei Sytsevich/Rhino   | Marc Webb                                     | |
| 2014 | Madame Bovary                                      | Monsieur Homais           | Sophie Barthes                                | |
| 2015 | Giant Sloth                                        | Gordon Boonewell          | Michael Konyves                               | Lồng tiếng Phim ngắn |
| 2015 | Love & Mercy                                       | Dr. Eugene Landy          | Bill Pohlad                                   | |
| 2015 | The Little Prince                                  | The Academy Teacher       | Mark Osborne                                  | Lồng tiếng |
| 2015 | San Andreas                                        | Dr. Lawrence Hayes        | Brad Peyton                                   | |
| 2015 | Straight Outta Compton                             | Jerry Heller              | F. Gary Gray                                  | Đề cử — Screen Actors Guild Award for Outstanding Performance by a Cast in a Motion Picture Đề cử — Critics' Choice Movie Award for Best Acting Ensemble |
| 2016 | Ratchet & Clank                                    | Chairman Drek             | Kevin Munroe                                  | Lồng tiếng |
| 2016 | April and the Extraordinary World                  | Pizoni                    | Christian Desmares Franck Ekinci              | Lồng tiếng Anh |
| 2016 | The Phenom                                         | Dr. Mobley                | Noah Buschel                                  | |
| 2016 | Morgan                                             | Dr. Alan Shapiro          | Luke Scott                                    | |
| 2018 | Private Life                                       | Richard                   | Tamara Jenkins                                | |
| 2018 | The Catcher Was a Spy                              | Samuel Goudsmit           | Ben Lewin                                     | |
| 2021 | Gunpowder Milkshake                                | Nathan                    | Navot Papushado                               | |